# Perttu Kivilaakso
Perttu Päivö Kullervo Kivilaakso  (Helsinki, 11. svibnja 1978.) je finski violončelist, najpoznatiji kao član finskog simfonijskog/cello metal sastava Apocalyptica.
Počeo je svirati violončelo kao petogodišnjak i pridružio se Apocalyptici 2000. godine izlaskom albuma Cult kako bi zamijenio Anteroa Manninenia koji je otišao u klasični orkestar.
Kivilakso je primio mnoge nagrade među kojima je i ona za najboljeg violončelista.
Snimao je i glazbu za mnoge videoigre, dokumentarne filmove i mnoge izvorne skladbe Apocalyptice.
Omijeni mu je skladatelj Talijan Giuseppe Verdi.